# Mitracarpus hasslerianus
Mitracarpus hasslerianus är en måreväxtart som beskrevs av Robert Hippolyte Chodat. Mitracarpus hasslerianus ingår i släktet Mitracarpus och familjen måreväxter. Inga underarter finns listade i Catalogue of Life.